# ليوناردو راموس دوس سانتوس
ليوناردو راموس دوس سانتوس (9 يونيو 1992 بأورينهوس في البرازيل - ) هو لاعب كرة قدم برازيلي في مركز الهجوم. لعب مع ديلا غوري ودينامو مينسك ونادي سامتريديا وHapoel Bnei Lod F.C. ‏ ونادي سكا خاباروفسك.

## وصلات خارجية
- ليوناردو راموس دوس سانتوس على موقع قاعدة بيانات كرة القدم.إي يو (الإنجليزية)
- ليوناردو راموس دوس سانتوس على موقع Soccerway.com (الإنجليزية)